# Wohnscheibe Laatzen
Die Wohnscheibe Laatzen am Laatzener Markt in der Region Hannover in Niedersachsen ist ein markanter Scheibenhochhaus-Komplex in Laatzen-Mitte, der das Stadtbild maßgeblich prägt. Der Gebäudekomplex mit seinen neun Häusern dient vorwiegend für Wohnzwecke, im Erdgeschoss sind jedoch auch gewerbliche Ladenflächen integriert. 

## Lage
Der Komplex befindet sich in der Flemingstraße in Laatzen in unmittelbarer Nähe zum Leine-Center Laatzen und ist über die Stadtbahnstation Laatzen Zentrum der Stadtbahn Hannover sowie über Busse der Üstra Hannoversche Verkehrsbetriebe an umliegende Gemeinden angebunden. 

## Beschreibung
Der Gebäudekomplex verfügt über schlichte „Lochfassaden“ und ein uniformes Fassadenbild mit einfachen geometrische Formen. Als typischer Plattenbau mit je 135 Wohneinheiten je Gebäude bringt das Gebäude Bemühungen zum seriellen Wohnungsbau zum Ausdruck. Durch standardisierte Serienproduktion sollte ein hohes Maß an Wirtschaftlichkeit erreicht werden. Der Gebäudekomplex erstreckt sich über 11 Stockwerke und spiegelt die Architektur des Brutalismus der 1970er Jahre mit Betonfertigteilen wider, die häufig mit einer funktionalen Bauweise und einer hohen Dichte an Wohnraum verbunden ist. Im Jahr 2012 wurde das Gebäude von Pirelli an die Deutsche Wohnen verkauft. Der Komplex wurde vom Immobilienunternehmen LEG Immobilien (ehemals: Deutsche Wohnen) im Jahr 2024 an einen luxemburgischen Investor veräußert.

## Probleme
Trotz dem praktischen Vorteil schnell neuen Wohnraum schaffen zu können, sehen sich die Bewohner heute mit typischen Probleme dieser Gebäudeform konfrontiert. Die Wohnscheibe leidet unter Sanierungsstau und hat sich zu einem sozial angespannten Quartier entwickelt. Zudem berichten Bewohner von Vandalismus, herabfallenden Fassadenteilen und Lärmbelästigung. Im Rahmen verschiedener Initiativen wird versucht, die Probleme zu beheben und die Identifikation der Bewohner mit ihrem Umfeld zu stärken.